# 梅氏孔雀鯛
梅氏孔雀鯛，為輻鰭魚綱鱸形目隆頭魚亞目慈鯛科的其中一種，被IUCN列為極危保育類動物，分布於非洲馬拉威湖埃克爾斯礁流域，為特有種，體長可達15公分，棲息沙底質的礁石區水域，以小型無脊椎動物為食，可做為觀賞魚。

## 擴展閱讀
維基物種上的相關：梅氏孔雀鯛